# Schwarzenberg (zámek)
Zámek Schwarzenberg leží v bavorských Středních Francích nedaleko města Scheinfeld. Byl postaven jako hrad, později byl renesančně a barokně přestavován na reprezentativní zámek. Původní hrad je dodnes dobře rozeznatelný: obranné valy, kasematy a obranné věže svědčí o svém starodávném účelu. Hlavní palác je však bohatě zdoben

## Dějiny

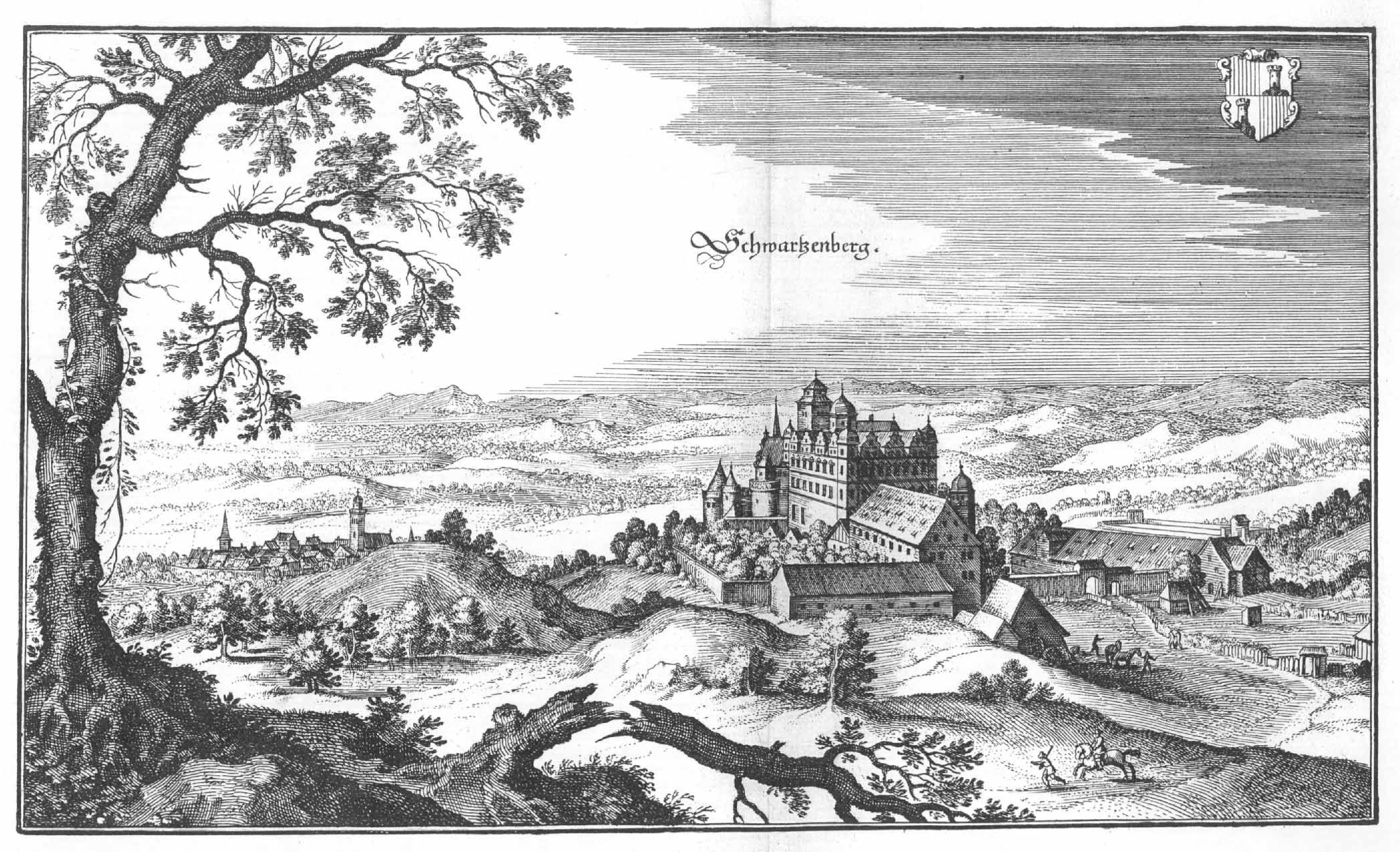
Zámek Schwarzenberg na rytině v Topographia Germaniae Mathäa Meriana z roku 1656

Z roku 1150 je první průkazná zmínka o hradišti, které bylo uváděno ve vlastnictví hrabat na Castellu. Poté hrad vlastnili Hohenlohové a Vestenbergové. V první polovině 15. století hrad získal rytíř Erkinger ze Seinsheimu, předek dnešního knížecího rodu Schwarzenberků.
V roce 1607 hrad vyhořel. V letech 1608 až 1618 ho hrabě Wolfgang Jakub ze Schwarzenberka na Hohenlandsberku nechal přestavět na renesanční zámek, dle plánu aušpurského stavitele Eliase Holla. Interiér byl po třicetileté válce obnoven. Po smrti hraběte Jiřího Ludvíka ze Schwarzenberka na Hohenlandsberku v roce 1646 zámek připadl opět tzv. nizozemské (budoucí knížecí) linii rodu Schwarzenberků.
Dominantou a nejvyšší budovou zámku je „Černá věž“, vybudovaná v letech 1670 až 1674 na počest povýšení rodu Schwarzenberků do stavu říšských knížat. Později rod Schwarzenberků přesunul své mocenské těžiště do Vídně a do Čech, zámek ovšem zůstal až do roku 1806 hlavním sídlem vlády a správy svobodných říšských knížat na panství Schwarzenberg.
Za války zabavili zámek v roce 1940 nacisté a zřídili zde okresní školicí hrad. Ke konci války zde byli umístěni němečtí uprchlíci, poté zámek obsadili Američané a používali jej jako lazaret. Cca tisícovce běženců z Pobaltí poskytl zámek dočasné ubytování jako pomocný tábor OSN.
Po roce 1968 se do zámku přesunulo významné Čs. dokumentační středisko pro nezávislou literaturu a Karel Schwarzenberg nechal pro tento účel na zámku zřídit prostory. V prostorách zámku vzniklo i malé nakladatelství k tisku undergroundové literatury.

## Současnost
Zámek přechodně obýval Karel Schwarzenberg (1937–2023), bývalý český ministr zahraničí v kabinetu Petra Nečase.
Na zámku se také nachází soukromá základní a vyšší odborná škola Nadace Mathilde Zimmerové. Na zámku se konají prohlídky.

## Galerie

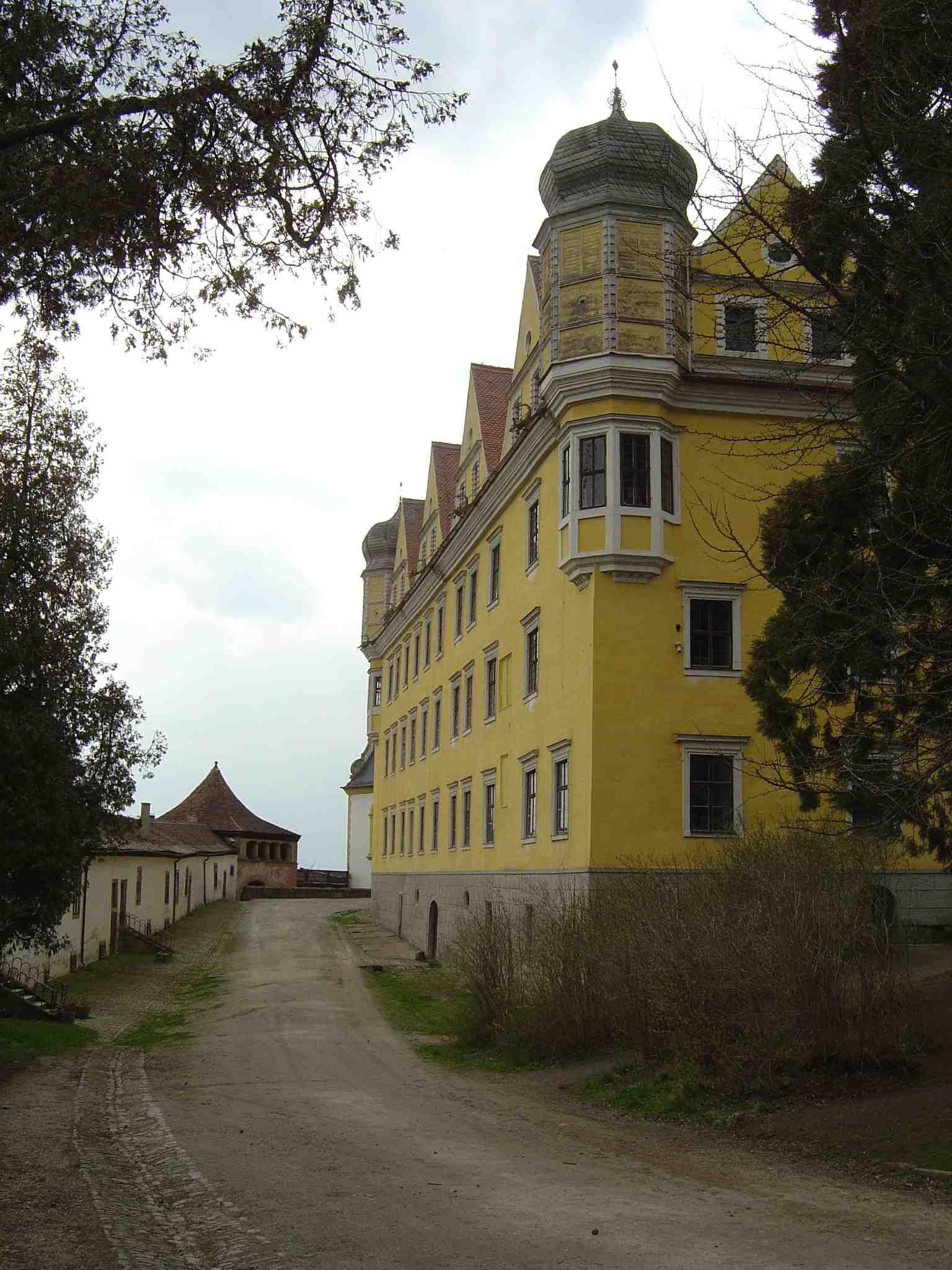
Zámek Schwarzenberg, boční pohled od západu
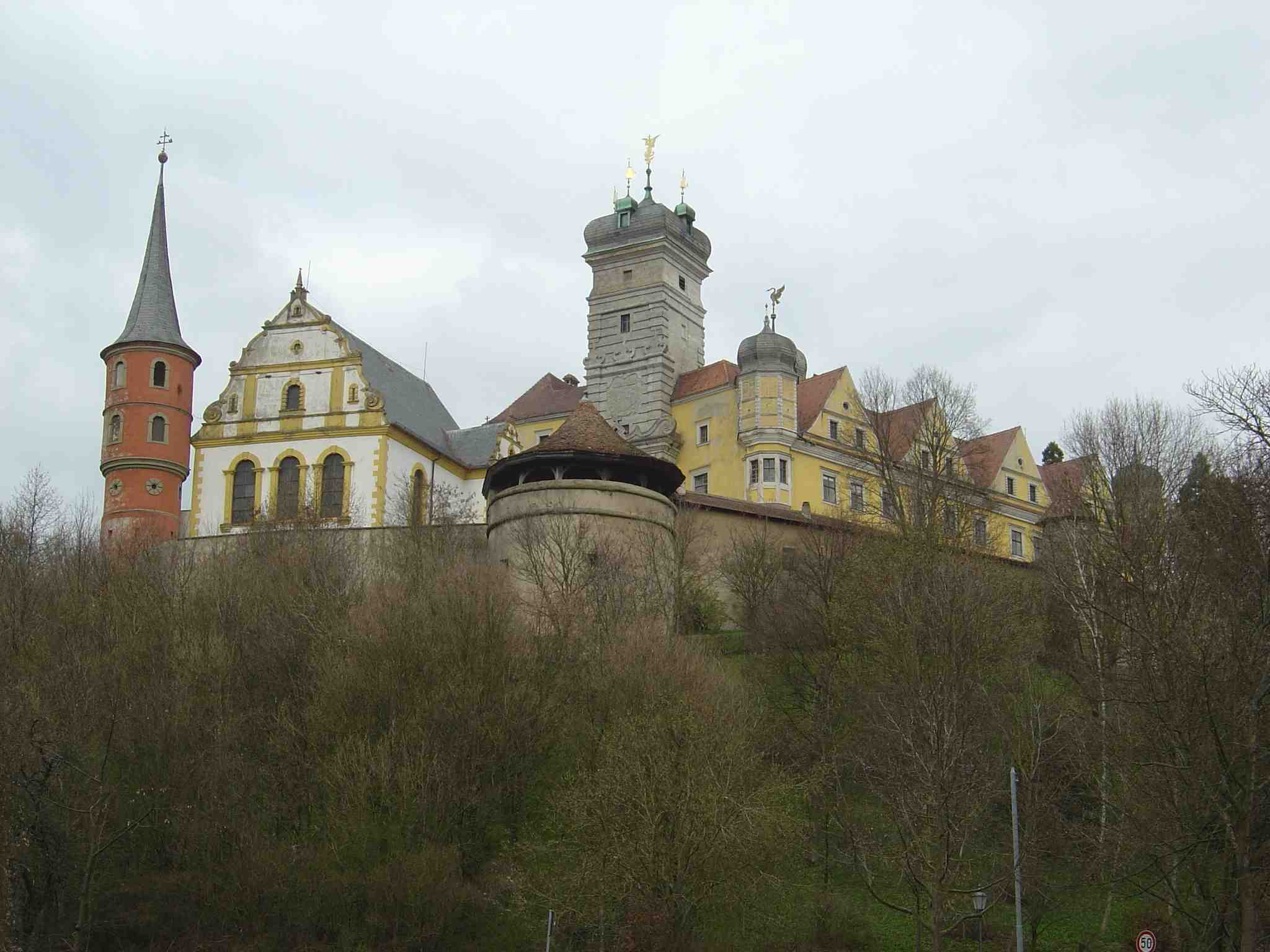
Zámek Schwarzenberg